# Cowden (Kent)
Cowden is een civil parish in het bestuurlijke gebied Sevenoaks, in het Engelse graafschap Kent.

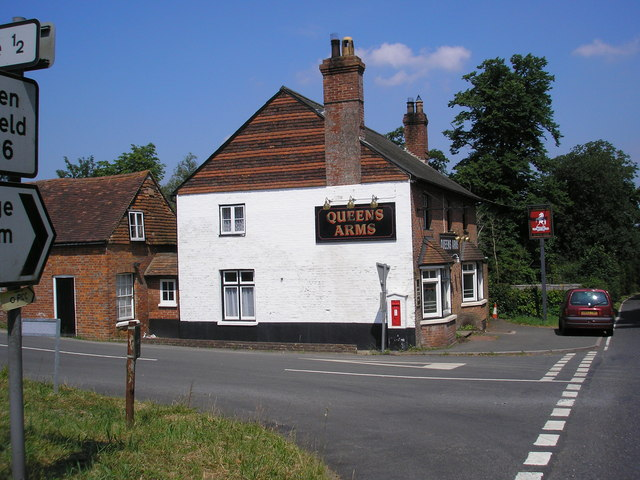
The Queen's Arms